# عقاب صغيرة
العقاب الصغيرة(الاسم العلمي: Hieraaetus morphnoides) هي عقاب صغيرة جدًا موطنها أستراليا، ويبلغ طولها 45-55 سم (17-21.5 بوصة) وتزن 815 جرامًا (1.8 رطل)، وهي تقريبًا بحجم صقر الشاهين (الاسم العلمي: Falco peregrinus). تميل إلى العيش في الأراضي الحرجية المفتوحة والأراضي العشبية والقاحلة، وتتجنب الغابات الكثيفة. إنها قريبة لكل من العقاب المسرولة (الاسم العلمي:Hieraaetus pennatus) للمنطقة القطبية الشمالية القديمة وعقاب هاآست الضخمة (الاسم العلمي:Hieraaetus moorei) المنقرضة لنيوزيلندا.